# Wittnau
Wittnau es una comuna suiza del cantón de Argovia, situada en el distrito de Laufenburgo. Limita al norte con la comuna de Gipf-Oberfrick, al este con Wölflinswil, al sur con Kienberg (SO) y Anwil (BL), y al oeste con Rothenfluh (BL) y Wegenstetten.